# 丹尼·哈默
丹尼斯·克里夫·「丹尼」·休姆，OBE（英語：Denis Clive "Denny" Hulme，1936年6月18日—1992年10月4日），新西兰赛车手，一屆一级方程式世界车手冠军。他於1992年巴瑟斯特1000賽事，在駕駛中因心臟病發離世。